# الفبای فارسی
الفبای فارسی شاملِ ۳۲ حرف است که از خط عربی گرفته شده است. این پرکاربردترین الفبا برای نگاشتن همخوان (صامت) و واکه (مصوت) در زبان فارسی با خط عربی است.
پیش از حمله اعراب به ایران و به‌ دنبال آن ورود اسلام به ایران، دو خط اوستایی و خط پهلوی به‌کار گرفته می شدند؛ ولی زبان قرآن بر اساس خط کوفی بود، علی بن ابی طالب خود نیز به خط کوفی می‌نوشت. پس از مدتی، قلمرو اعراب از افغانستان و ایران تا سوریه و مصر گسترش یافت و غلط‌خوانی‌های زیادی در نامه‌نگاری‌های خلفا به وجود آمد. مردم کشورهای دیگر در به‌جای آوردن واژه‌های عربی دچار مشکل بودند تا اینکه در سال ۶۵ هجری، عبد الملک بن مروان در دمشق به خلافت رسید و در نامه‌ای که به حجاج بن یوسف ثقفی خلیفه عراق نوشت، به او گفت که این خط کوفی که ابوالاسود دؤلی طراحی کرده، کفایت نمی‌کند و از حجاج بن یوسف خواست تا خط عربی را بر پایهٔ خط کوفی توسعه دهد و ترویج کند.
گرچه در شرق ایران و در خراسان چنین رویکرد و راهبردی ناکام ماند و تا پایان خلافت امویان همچنان موبدان و مغان با کاربرد خط پهلوی ساسانی دست‌اندرکار نگهداری آمار باج و خراج بودند و تلاش‌های واپسین استاندار آن شهر، نصر بن‌ سیار که خود شاعر و دلبستهٔ عربی بود ناکام ماند. با این همه، حجاج بن یوسف کسی بود که به سردارانش دستور داد تا تمام روحانیان ادیان دیگر و کسانی که به خطی غیر از عربی می‌نویسند را از دم تیغ بگذرانند. آثار این اقدامات حتی از کتاب‌سوزی در ایران نیز پررنگ‌تر بود.
این اقدامات مشکلات زیادی برای زبان سایر کشورها ازجمله فارسی‌ زبانان به وجود آورد. افراد باسواد و روحانیان زرتشتی یا کشته شدند یا دست از فعالیت خود برداشتند. عرب‌ها، چهار حرف اصلی را در الفبای خود نداشتند و آن را حروف عجمی (بیگانه) می‌نامیدند. سرانجام یک خوشنویس به نام خواجه ابولمال، سه نویسه پ، ژ و چ را به الفبای فارسی اضافه کرد و بعدها نویسه گ نیز پس از یک فراز و نشیب به شکل کنونی به الفبای فارسی اضافه شد.
تعلیق و نستعلیق، دو شیوهٔ خوش‌نویسی از خط عربی هستند که توسط ایرانیان ابداع شدند.
بدین گونه بود که این الفبا در کشورهای ایران، افغانستان و پاکستان و تاجیکستان به‌عنوان الفبای رسمی انتخاب شد. در پی تغییر خط در تاجیکستان از سال ۱۳۰۷ (۱۹۲۸ میلادی) به لاتین و بعد خط سیریلیک، خط عربی در این کشور کنار گذاشته شد. همچنین پس از شکست‌های امپراتوری بیزانس از عرب‌های مسلمان در زمان صدر اسلام، خط‌های باستانی در زیرمجموعه‌های آن امپراتوری نابود و خط عربی جایگزین شده بود. یکی از آن زیرمجموعه‌ها، کشور کنونی ترکیه بود که سرانجام در سدهٔ بیستم میلادی مصطفی کمال پاشا دستور داد خط عربی به خط لاتین تغییر داده شود. 

## الفبای فارسی
اساس الفبای فارسی با الفبای عربی یکی است، اما الفبای فارسی دارای چهار حرف است که واج‌های متناظر آن‌ها در عربی وجود ندارد، از آن طرف «ة» (تاء مربوط) در الفبای فارسی وجود ندارد. یک خوش‌نویس به نام خواجه ابولمال، سه نویسهٔ پ ژ و چ را به الفبای عربی اضافه کرد و نویسهٔ گ نیز پس از چندی دگرگونی، به شکل کنونی درآمد. برخی از حروف فارسی با حروف متناظر خود در عربی متفاوت هستند؛ مثلاً حرف «ک» در فارسی در حالت پایانی یا به‌طور تنها، با سرکش نوشته می‌شود درحالی‌که این حرف در عربی در این دو حالت بدون سرکش به صورت «ك» نوشته می‌شود. همچنین حرف «ی» در حالت پایانی در فارسی بدون نقطه است، اما در عربی با دونقطه در پایین («ي») نوشته می‌شود.
در حالی که اعراب بدون چهار حرف اصلی (چ، پ، گ، ژ) هستند، بسیاری از حروف الفبایشان را به گونه‌های متفاوت به‌جا می‌آورند.
در جدول زیر حروفی هم دسته قرار داده شده‌است که برای آوانویسی واژگان عربی در خط فارسی به‌کارمی‌روند و ایرانیان تفاوتی در به‌جا آوردن آنها دارا نیستند.
| واج | نویسه‌های همسان با عربی                          |
| --- | ----------------------------------------------- |
| ز   | ز - ظ - ض - ذ (زینب، ظریف، ضامن، ذلّت)           |
| س   | س - ص - ث (سوسن، صباء، ثریّا)                    |
| ق   | ق - غ (قربانعلی، قالپاق، قاچاق، قیماق، غلامرضا) |
| ت   | ت - ط (تلّفظ، طاها، امپراتور، سن‌پطرزبورغ، پطروس) |
| ه   | ه - ح (هومن، حسن)                               |
| ع   | ع - ء (علم، پنگوئن)                             |

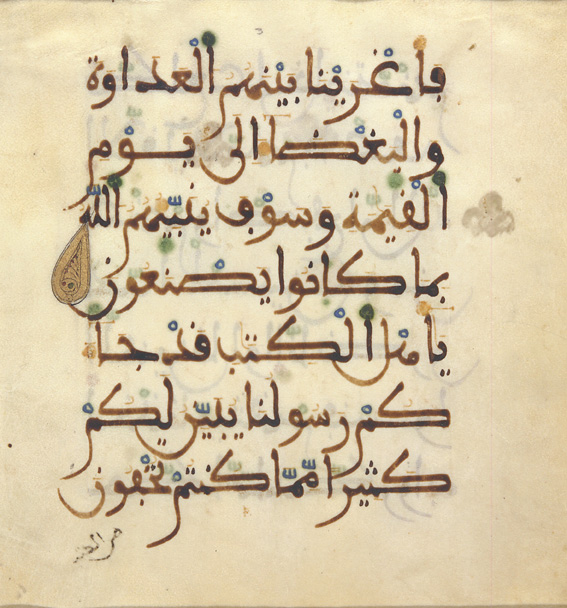
خط کوفی مغربی

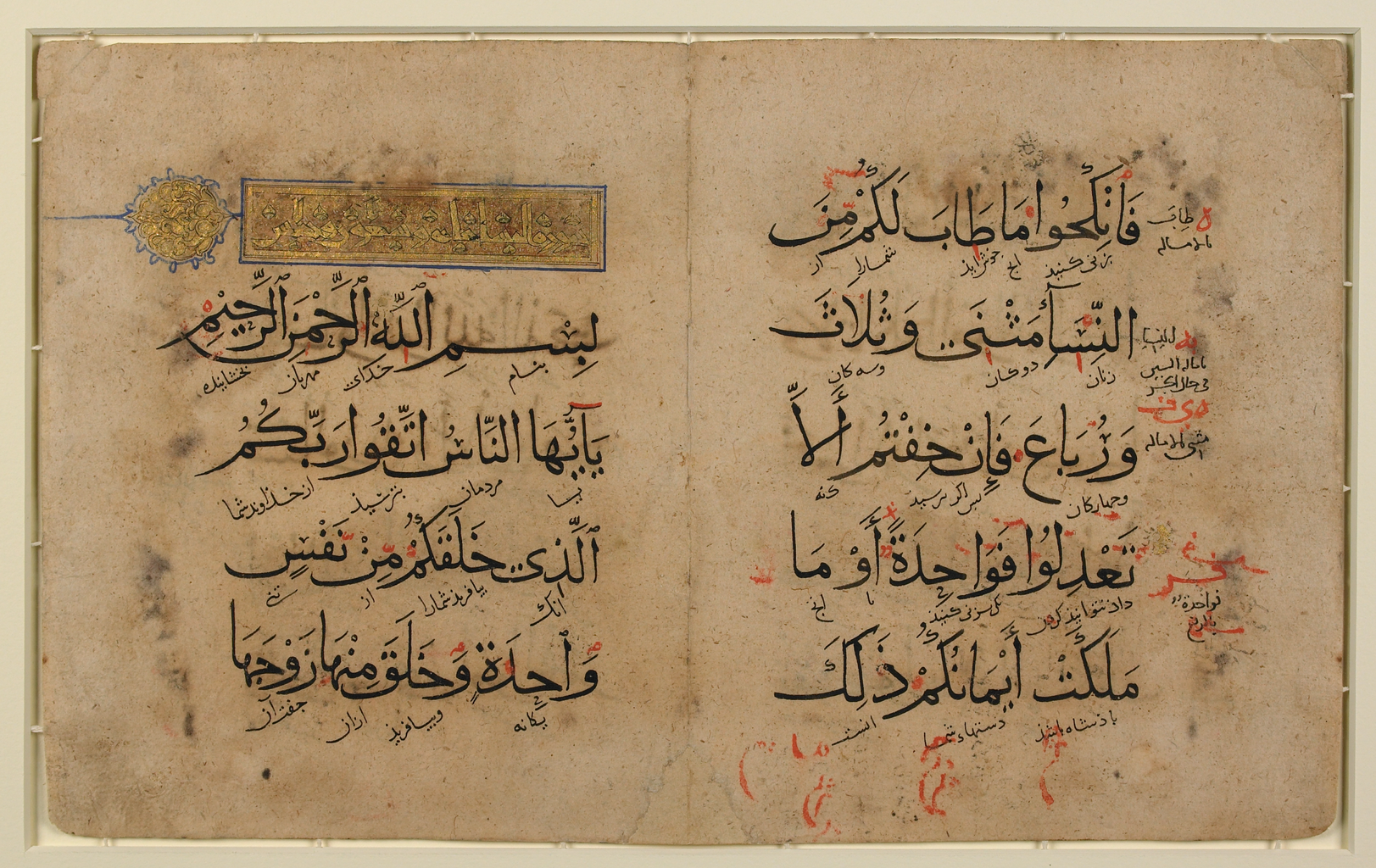
دست‌نوشته‌ای از بخشی از سه آیهٔ نخست سورهٔ نساء به خط کوفی

این حروف ۳۳گانه، دارای حالت‌های متفاوت نوشتاری‌اند. یک حرف یا یک شکلِ یکسان از یک حرف ممکن است نمایندهٔ چند واج متفاوت باشد (مانند شکل: «ا»، از گروه «الف» که نمایندهٔ مصوت بلند آ در وسط واژه به دو شکل چسبان و جدا (مانند «باد» و «زاد») و هم صامتِ اِعراب، (مانند «اَبر»، «اِمروز»، «اُردک») باشد. می‌تواند در انتهای واژه به‌صورت چسبان آورده شود. همانند «سینا». همچنین می‌تواند به‌صورت با کلاه به کار رود، همانند «آسیاب» یا به شکل جدا در وسط به همراه همزه به‌کار رود، همانند «رأی» یا مثل واژه «منشأ» در انتها به همراه همزه ولی پیوسته باشد. همچنین ممکن است چند حرفِ متفاوت، همگی اشاره به یک واج یکسان داشته باشند (مانند حروف متفاوت: «ز، ذ، ظ، ض» که همه به‌طور یکسان نشانهٔ واج صامتِ «زِ» می‌باشند) همانند واژه‌های زرد، ذبیح، ضربه، ظریف.
این موارد در همخوان‌ها هم وجود دارد. برای مثال حرف «ب» به چهار صورت (اولِ چسبان، وسط، آخرِ چسبان و آخرِ جدا) نوشته می‌گردد. برای نمونه به ترتیب: (باد، سبز، ضریب، آسیاب). همچنین در بعضی واژه‌ها درحالی در وسط قرار می‌گیرد که از یک طرف جداست. همانند بادبان، آبشار.
درضمن، برای نگاشتن واکه‌های بلندِ سه‌گانه (آ، ئی، او) نیز از سه تا از حروف الفبا کمک گرفته می‌شود که با سه صامتِ «الف»، «ی» و «واو» هم‌شکل نوشته می‌شوند. واکه‌های کوتاه معمولاً بدون علامت و در موارد ضروری با علامت‌های «زِبَر» (فَتْحَه ـَ)، «زیر» (كَسْرَه ـِ) و «پیش» (ضَمَّه ـُ) مشخص می‌گردند که هرکدام از آنها نقش یک حرف را در واژه دارند. به علامت‌های به‌کاررفته برای واکه‌ها «حروف صدادار» (بلند و کوتاه) گفته می‌شود.

## جدول نویسه‌های الفبای فارسی
الفبای فارسی شامل ۳۳ حرف است. در حالی که الفبای فارسی به ظاهر دارای ۳۳ حرف است، اما افراد نوآموز در اصل با ۱۲۲ شکل مختلف روبرو می‌شوند که بسته به نوع قرارگیری در واژه، به‌صورت متفاوتی نوشته می‌شوند. این ۱۲۲ شکل در جدول زیر به نمایش درآمده‌اند.

### ترتیب الفبای فارسی
ترتیب و نام ۳۳ حرف فارسی و ۱۲۲ شکل نوشتاری آنها:
| شماره | نام  | DIN 31635  | الفبای آوانگاری بین‌المللی (IPA)          | شکل‌ها | شکل‌ها | شکل‌ها    | شکل‌ها |
| شماره | نام  | DIN 31635  | الفبای آوانگاری بین‌المللی (IPA)          | آغازی | میانی | پایانی   | تنها  |
| ----- | ---- | ---------- | ---------------------------------------- | ----- | ----- | -------- | ----- |
| ۱     | همزه | ʾ          | [ʔ]                                      | ئـ    | ـئـ   | ـئ ـأ ـؤ | ء أ   |
| ۲     | الف  | ā          | [ɒ]                                      | ـا    | ـا    | ـا       | آ / ا |
| ۳     | بِ    | b          | [b]                                      | بـ    | ـبـ   | ـب       | ب     |
| ۴     | پِ    | p          | [p]                                      | پـ    | ـپـ   | ـپ       | پ     |
| ۵     | تِ    | t          | [t]                                      | تـ    | ـتـ   | ـت       | ت     |
| ۶     | ثِ    | s̱          | [s]                                      | ثـ    | ـثـ   | ـث       | ث     |
| ۷     | جیم  | j          | [d͡ʒ]                                     | جـ    | ـجـ   | ـج       | ج     |
| ۸     | چِ    | č          | [t͡ʃ]                                     | چـ    | ـچـ   | ـچ       | چ     |
| ۹     | حِ    | ḥ          | [h]                                      | حـ    | ـحـ   | ـح       | ح     |
| ۱۰    | خِ    | x          | [x]                                      | خـ    | ـخـ   | ـخ       | خ     |
| ۱۱    | دال  | d          | [d]                                      | ـد    | ـد    | ـد       | د     |
| ۱۲    | ذال  | ẕ          | [z]                                      | ـذ    | ـذ    | ـذ       | ذ     |
| ۱۳    | رِ    | r          | [ɾ]                                      | ـر    | ـر    | ـر       | ر     |
| ۱۴    | زِ    | z          | [z]                                      | ـز    | ـز    | ـز       | ز     |
| ۱۵    | ژِ    | ž          | [ʒ]                                      | ـژ    | ـژ    | ـژ       | ژ     |
| ۱۶    | سین  | s          | [s]                                      | سـ    | ـسـ   | ـس       | س     |
| ۱۷    | شین  | š          | [ʃ]                                      | شـ    | ـشـ   | ـش       | ش     |
| ۱۸    | صاد  | ṣ          | [s]                                      | صـ    | ـصـ   | ـص       | ص     |
| ۱۹    | ضاد  | z̤          | [z]                                      | ضـ    | ـضـ   | ـض       | ض     |
| ۲۰    | طا   | ṭ          | [t]                                      | طـ    | ـطـ   | ـط       | ط     |
| ۲۱    | ظا   | ẓ          | [z]                                      | ظـ    | ـظـ   | ـظ       | ظ     |
| ۲۲    | عین  | ʿ          | [ʔ]                                      | عـ    | ـعـ   | ـع       | ع     |
| ۲۳    | غین  | ġ          | [ɣ] / [ɢ]                                | غـ    | ـغـ   | ـغ       | غ     |
| ۲۴    | فِ    | f          | [f]                                      | فـ    | ـفـ   | ـف       | ف     |
| ۲۵    | قاف  | q          | [ɢ] / [ɣ] / [q] (in some dialects)       | قـ    | ـقـ   | ـق       | ق     |
| ۲۶    | کاف  | k          | [k]                                      | کـ    | ـکـ   | ـک       | ک     |
| ۲۷    | گاف  | g          | [ɡ]                                      | گـ    | ـگـ   | ـگ       | گ     |
| ۲۸    | لام  | l          | [l]                                      | لـ    | ـلـ   | ـل       | ل     |
| ۲۹    | میم  | m          | [m]                                      | مـ    | ـمـ   | ـم       | م     |
| ۳۰    | نون  | n          | [n]                                      | نـ    | ـنـ   | ـن       | ن     |
| ۳۱    | واو  | v / ū / ow | [v] / [u:] / [o] / [ow] / [o:] (in Dari) | ـو    | ـو    | ـو       | و     |
| ۳۲    | هِ    | h          | [h]                                      | هـ    | ـهـ   | ـه       | ه     |
| ۳۳    | یِ    | y / ī / á  | [j] / [i] / [ɒ:] / [e:] (in Dari)        | یـ    | ـیـ   | ـی       | ی     |

همچنین در گذشته حرف ویژه‌ای برای نشان دادن واج /β/ در الفبای فارسی وجود داشته است. این حرف که به صورت «ف» با دو نقطهٔ اضافی نوشته می‌شد، دیگر در الفبای فارسی حضور ندارد.
| آوا | تنها | آغازی | میانی | پایانی | نام |
| --- | ---- | ----- | ----- | ------ | --- |
| /β/ | ڤ    | ڤـ    | ـڤـ   | ـڤ     | ڤِ   |

حمزهٔ اصفهانی آن را «میان باء و فاء» خوانده و کلمات «لڤ» (الشفه) و «شَڤ» (اللیل) را مثال آورده است. ابوعلی‌سینا آن را «فاءِ نزدیک به باء» توصیف می‌کند و کلمهٔ «ڤزونی» را به عنوان مثال می‌آورد. بدیع‌الزمان نطنزی «ڤ» را از جمله واج‌های فارسی که در عربی نیست، ثبت کرده‌ است. مؤلف دستور دبیری نیز آن را در شمار حرف‌های خاص فارسی که باید با سه نقطه مشخص شود، آورده است. خواجه نصیرالدین طوسی از جملهٔ «پنج حرف مصمت دیگر که در این لغت (فارسی) زیادت شود» صورت «ڤ» را به سه نقطه ثبت کرده است. شمس قیس آن را «فاء اعجمی» می‌خواند. این همخوان همان واج لبی-دندانیِ واکدار است که هنوز در فارسی وجود دارد، اما در عربی نیست و همخوان «و» در زبان عربی که از حروف لَیِّن شمرده شده، واج نیم‌واکه است که در بعضی زبانهای دیگر مانند انگلیسی نیز هست و در کتابت آن را با حرف W ثبت می‌کنند. این واج در گویش‌های ایرانی ثابت نبوده، چنان‌که گاهی به «ب» (دولبیِ واکدار) و گاهی به «ف» (لبی-دندانیِ بی‌واک) تبدیل شده است. از مثال‌هایی که حمزهٔ اصفهانی نام برده، چنین گمان می‌رود که در شیوهٔ تلفظ اصفهان همخوان «ب» در آخر کلمه مانند «و» به‌جا آورده می‌شده، یعنی «لَوْ = لب» و «شَوْ = شب». در بسیاری از گویش‌های ایرانی کنونی هم در این مورد واکهٔ مرکب ou به کار می‌رود که مرحلهٔ ثانوی تحول است. چنان‌که «شب» را šou و «آب» را ou می‌گویند. در موارد دیگر همخوان «ڤ» در بعضی گویش‌های ایرانی به «ب» و «ف» بدل می‌شده. کلمهٔ «ڤزونی» که ابوعلی‌سینا ذکر کرده، اکنون به صورت «فزونی» در فارسی دری رایج است.
در بسیاری از نسخه‌های نوشته شده پیش از قرن هفتم نیز نوسان میان این سه همخوان (یعنی «و»، «ب» و «ف») دیده می‌شود، مانند:
اوکندن = افکندن
بشردن = فشردن
افریشم = ابریشم
دفسانیدن = دوسانیدن

### نمایش واکه‌ها (مصوت‌ها) در الفبای فارسی
واکه‌ها (یا مصوت‌ها) در زبان فارسی دو دستهٔ بلند و کوتاه هستند.
واکه‌های بلند سه تا هستند و «آ»، «او»، و «ئی» نامیده می‌شوند چون با سه حرف (الف کشیده - واو - ی) که درحقیقت برای نمایش سه همخوان (صامت) هستند نمایش داده می‌شوند حروف صدادار نیز نامیده می‌شوند.
واکه‌های کوتاه نیز سه تا هستند و زِبَـر (فَتْحَه)، زیر (كَسْرَه)، و پیش (ضَمَّه) نامیده می‌شوند که در موارد ابهام‌زدایی به‌صورت سه نشانه (ـَــِــُ) به حروف اضافه می‌شوند. در حروف الفبا نماینده ندارند و در مقابل حرف (شکل)، به آنها «حرکت» (نشانه) می‌گویند.

### نمایش هم‌خوان‌ها (صامت) در الفبای فارسی
درحقیقت ۳۳ حرف الفبای فارسی برای نمایش همخوان‌ها می‌باشند. (برای نمایش مصوت‌های بلند هم از سه حرف نماینده همخوان‌ها کمک گرفته می‌شود)
هم‌خوانها (صامت‌ها) در الفبای فارسی امروزی عبارتند از:
| نویسه‌ها    | نمایندهٔ آوایی فارسی | آوا   | نویسه‌ها | نمایندهٔ آوایی فارسی | آوا   |
| ---------- | ------------------- | ----- | ------- | ------------------- | ----- |
| ا (ء)، ع   | ا (ء)               | a     | ب       | ب                   | b     |
| پ          | پ                   | p     | ت، ط    | ت                   | t     |
| ث، س، ص    | س                   | s     | ج       | ج                   | j     |
| چ          | چ                   | č     | ح، ه    | ه                   | h     |
| خ          | خ                   | ẍ     | د       | د                   | d     |
| ذ، ز، ض، ظ | ز                   | z     | ر       | ر                   | r     |
| ژ          | ژ                   | ž, jh | ش       | ش                   | š, sh |
| غ، ق       | ق                   | q     | ف       | ف                   | f     |
| ک          | ک                   | k     | گ       | گ                   | g     |
| ل          | ل                   | l     | م       | م                   | m     |
| ن          | ن                   | n, ŋ  | و       | و                   | v     |
| ی          | ی                   | y     |         |                     |       |

### گ چ پ ژ
در الفبای زبان عربی چهار حرف «گ چ پ ژ» وجود ندارد. در نوشتار عربی معیار، به جای این ۴ حرف، بیشتر حرف‌های «ف ک ز ج، ت ، ش، ق» را استفاده می‌کنند. همچنین حرف «ک» از زبان فارسی را نیز گاهی با حرف «گ» به‌صورت یکسان معرب می‌سازند. درمورد «و» فارسی نیز عموماً آن را به «ف» تبدیل می‌کنند؛ به‌کار نبردن این حرف‌ها به‌خودیِ خود در یک زبان ایراد به‌شمار نمی‌رود، اما پس از ورود اسلام به ایران، الفبای عربی برای نوشتن فارسی به‌کار گرفته شد. هجوم زبان عربی باعث ایجاد تغییراتی در زبان فارسی شد و سبب فراموشی و گاهی نابودی برخی از واژه‌های ایرانی شده‌است. این دگرگونی در زبان فارسی تا آن اندازه گسترش یافته که حتی نام زبان «پارسی» به «فارسی» تغییر یافته‌است. گفته می‌شود یک خوشنویس به نام خواجه ابولمال، سه نویسه پ ژ و چ را به الفبای عربی اضافه کرده‌است و پس از مدتی، نویسه گ نیز پس از یک فراز و نشیب به شکل کنونی به الفبای عربی اضافه شد. واج گِ ابتدا (ک تک‌نقطه) بود و سپس (ک دونقطه و سه‌نقطه) شد. در پایان به (ک همزه‌دار) تبدیل شد و به شکل کنونی درآمد.
البته بررسی متون کهن فارسی در برهه هزاره اول هجری چنین سخنی را اثبات نمی‌کند زیرا ژ کاملاً انفرادی و زودتر وارد خط فارسی شده و سپس پ و چ و در پایان گ هرکدام جداگانه اضافه شده‌است
لغات تغییر یافته در زبان فارسی، به‌دلیل نبودِ گ چ پ ژ در زبان عربی:
- واژه‌های با واج «گ» (مانند گرگانی = جرجانی، بزرگمهر = بوذرجمهر، آذربادگان = آذربایجان، زنگان = زنجان)
- واژه‌های با واج «چ» (مانند چمکران = جمکران، چاچ‌رود = جاجرود)
- واژه‌های با واج «پ» (مانند پارس = فارس، پردیس = فردوس، پیل = فیل، سپید = سفید، اسپند = اسفند، اسپ = اسب، اِسپَنج = اِسفَنج)
- واژه‌های با واج «ژ» (کژ = کج، لاژورد= لاجورد، نماژ = نماز)
- همچنین بسیاری از لغات فارسی که دارای واج‌های «گ چ پ ژ» بوده‌اند به‌جای دگرگونی در یک واج، به‌صورت یکپارچه با واژهٔ عربیِ دیگری جایگزین شده‌اند. (مانند کژدم←عقرب، ژرفا ← عُمق، آرامگاه ←مقبره، واژه ←کلمه، سرچشمه ←منبع)[۲۱]

نکتهٔ جالب این است که به دلیل تاثیر زبان فارسی (و ترکی عثمانی)، این حروف به الفبای عربی، بالاخص برای نوشتار عربی محاوره‌ای در لهجه‌های مختلف، وارد شده‌اند. مثلا حروف «چ» و «گ» در لهجهٔ عراقی زبان عربی کاربرد گسترده دارند و استفاده از این دو حرف برای نوشتار زبان عربی عمومیت دارد.

## ایرادات گرفته‌شده
در طول ادوار مختلف، ایرادات زیادی از الفبای فارسی گرفته شد و مشکلات آن مطرح گردید. در این باره رحمت مصطفوی مدیر مجلهٔ روشنفکر در سال ۱۳۴۴، الفبای عربی را «مُردار و بختک» نامید؛ و ابوریحان بیرونی دانشمند ایرانی، الفبای عربی را «آفت» نامید.
به واسطه استفاده کلمات عربی، هشت حرف دیگر به الفبای فارسی اضافه شده است که عبارتند از: ح، ث، ض، ع، ق، ص، ط، ظ. این حروف در زبان فارسی وجود ندارند و بیشتر واژه‌هایی که یکی از حروف را دارد فارسی نیست.
در حدود صد سال گذشته، اندیشه‌گران پرشماری ایدهٔ بحث‌انگیزِ دگرگونی الفبای فارسی و به‌ویژه جایگزین‌کردن آن با الفبای لاتین را طرح کرده‌اند. یحیی ذکا در متن مهمی به‌سال ۱۳۲۹ با نام «در پیرامون خط فارسی»، شماری از چهره‌هایی را که از آغاز مشروطه و در جریان آشنایی ایران با جهان مدرن، خواهان دگرگونی بنیادین خط فارسی شده‌اند، معرفی و بررسی کرده‌است. موج نخستِ دگرگونی‌خواهان را چهره‌هایی چون میرزا فتحعلی آخوندزاده یا یوسف مستشارالدوله تشکیل می‌دادند. آن‌ها دریافتند که دشواری بزرگ خط عربی، جدا-جدا نبودن حرف‌های آن است.
ترکیه در سال ۱۹۲۹ میلادی الفبای ترکی استانبولی را رسمی ساخت و این به شکل‌گرفتن موج تازه‌ای از طرف‌داران لاتین‌نویسی فارسی انجامید. صادق هدایت در مصاحبه‌ای در پاسخ به این پرسش که «آیا شما معتقدید که خط فارسی باید عوض شود؟» می‌گوید: «چرا که نه؟ این چه تعصبی است که همه راجع به خط دارند؟ خط فقط وسیلهٔ نوشتن و خواندن است. مگر زبان ما عربی است که فقط باید به عربی بنویسیم؟»
دربرابر، مخالف‌ها گسسته‌شدنِ پیوند ایران جدید با میراث ادبی‌اش و دشوار بودن این تغییر را برای مقاومت در برابر این پیشنهاد مطرح می‌کردند. مجتبی مینوی در پی راهی سوم برآمد؛ او می‌گوید:
«ای شما که خط تازه پیشنهاد کرده‌اید یا معتقد به دور ریختن این خط فعلی هستید! به اقوال سایرین هم گوش بدهید و دلایل مخالفت آن‌ها را بدانید؛ و ای شما که متصل فریاد می‌زنید این‌ها زبان و ادبیات و ملیت ما را می‌خواهند از میان ببرند و رابطهٔ ما را با گذشتهٔ خودمان و با همسایگان و هم‌سنخ‌های فعلی‌مان قطع کنند! گوش بدهید، شاید بشود راهی بینابین پیدا کرد به‌طوری که مقصود هر دو طرف حاصل شود»

## روش آموزش الفبای فارسی

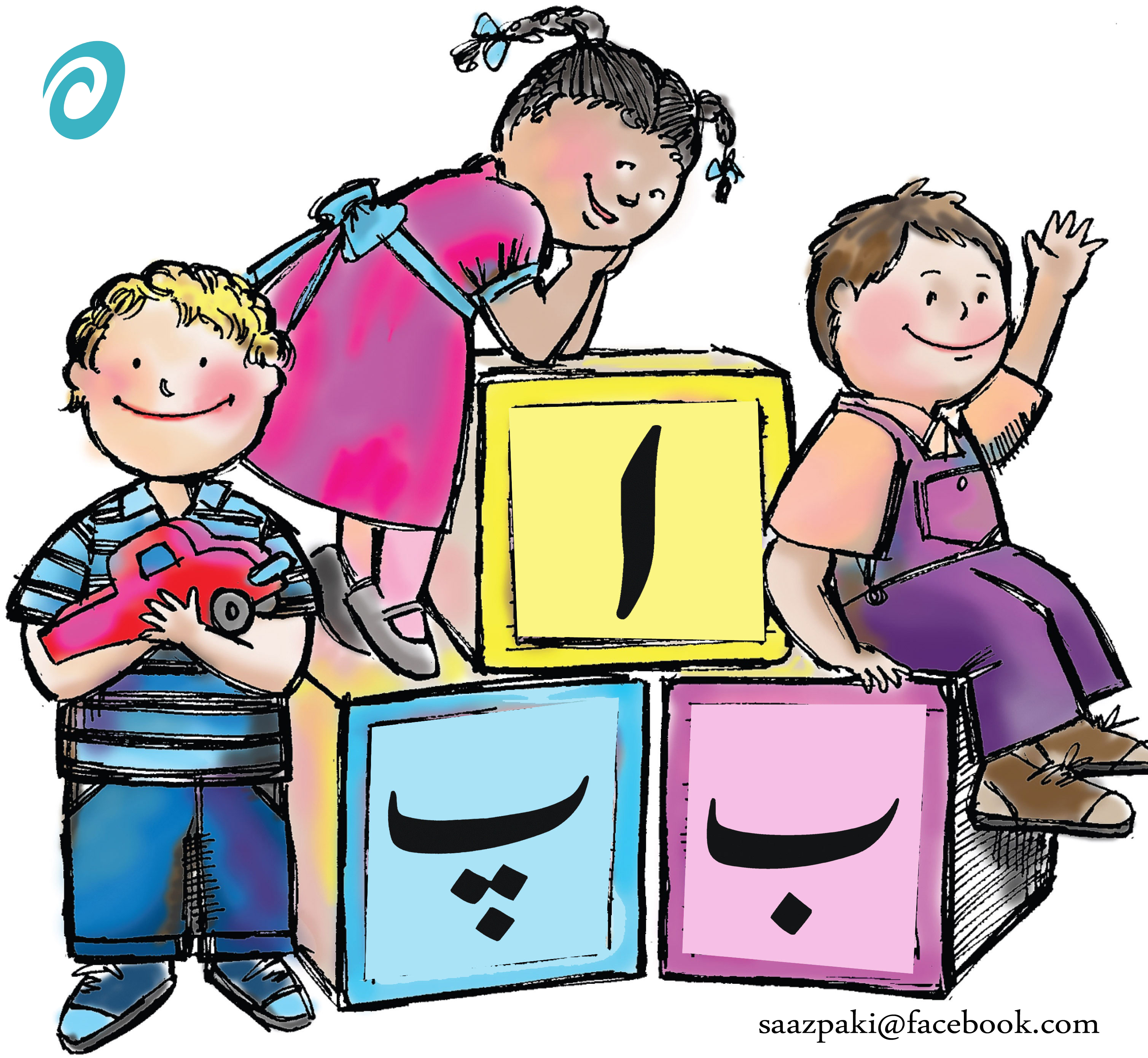
حروف ابتدایی الف، ب، پ در الفبای فارسی

الفباها به سه گروه آوایی، غیرآوایی و نیمه آوایی تقسیم می‌شوند. روش‌های آموزش الفبا نیز به سه دسته تقسیم می‌گردند: روش تحلیلی، روش کلی و روش ترکیبی. روش تحلیلی برای آموزش الفباهای آوایی به کار می‌رود. در روش تحلیلی، کلمه به صداهای تشکیل دهندهٔ آن تجزیه شده و سپس نوشتن آموزش داده می‌شود. در روش کلی، نوشتن کل کلمه آموزش داده می‌شود. روش کلی برای آموزش الفباهای غیرآوایی به کار می‌رود. روش ترکیبی برای آموزش الفباهای نیمه آوایی به کار گرفته می‌شوند. الفبای فارسی در زمرهٔ الفباهای نیمه آوایی قرار دارد و برای آموزش آن از روش ترکیبی استفاده می‌شود. روش ترکیبی بهترین روش برای آموزش الفبای نیمه آوایی فارسی است. در آموزش الفبای فارسی هرگاه حرف مورد نظر آوایی باشد از روش تحلیلی، و هرگاه غیرآوایی باشد از روش کلی استفاده می‌گردد.

## الفبای اردو
الفبای زبان اردو نیز بر پایه الفبای فارسی با افزودن چهار حرف دیگر ایجادشده است. این چهار حرف عبارت‌اند از: ٹ، ڈ، ڑ، ی. «ه» دوچشم نیز در اردو با حرفی دیگر نمایش داده می‌شود به‌صورت «هـ».

## الفبای جاوی
الفبای جاوی، که الفبای رایج در مالزی، برونئی، و بخش‌هایی از اندونزی است؛ به الفبای فارسی شباهت دارد. در این الفبا «چ» همانند فارسی، «گ» به‌صورت نقطه‌دار «ڬ»، «نگ» به‌صورت «ڠ» و «پ» به‌صورت «ﭪ» نوشته می‌شود.

## شیائو جینگ
یک رسم الخط و سیستم نوشتار برای زبان ماندارین به خط عربی می‌باشد که توسط مسلمانان چین (مردم هوئی)استفاده می‌شده‌است. این الفبا با الهام از فارسی و استفاده از حروفی مثل «پ»، «چ»،‌ و «ژ»،‌ و همین‌طور استفاده از حروف نوین دیگری مثل «ڭ» و «ڞ» ساخته شده‌ است. در این سیستم نوشتار، برای بازتاب دادن هجاهای زبان چینی، استفاده از حرکات فتحه، کسره، ضمه، تنوین‌ها، و حتی حرکت سکون، اجباری می‌باشد.
در گذشته، این رسم الخط، در دورانی که سواد به نوشتار چینی در میان عوام کم بوده و فقط مختص نخبگان و دولتیان بوده، توسط مسلمانان چین برای نوشتار به زبان چینی در حین سوادآموزی و همین‌طور در حین خواندن قرآن و کتاب‌های اسلامی دیگر استفاده می‌شد. امروزه استفاده از این رسم الخط، به دلیل همگانی شدن سواد نوشتار چینی در این کشور، کمتر از پیش شده است.

## جدول مقایسهٔ عددنویسه‌ها
| عربیِ غربی  | 0 | 1 | 2 | 3 | 4 | 5 | 6 | 7 | 8 | 9 | 10 |
| عربیِ شرقی  | ٠ | ١ | ٢ | ٣ | ٤ | ٥ | ٦ | ٧ | ٨ | ٩ | ١٠ |
| پارسی      | ۰ | ۱ | ۲ | ۳ | ۴ | ۵ | ۶ | ۷ | ۸ | ۹ | ۱۰ |
| اردو       | ۰ | ۱ | ۲ | ۳ | ۴ | ۵ | ۶ | ۷ | ۸ | ۹ | ۱۰ |
| اعداد ابجد |   | ا | ب | ج | د | ه | و | ز | ح | ط | ي  |

1. ↑  از U+0660 تا U+0669
2. ↑  از U+06F0 تا U+06F9. ارقام ۴، ۵ و ۶ نسبت به عربیِ شرقی ظاهر متفاوتی دارند.
3. ↑  نویسه‌های یونی‌کد آن با فارسی یکسان است ولی زبان، اردو تنظیم شده است در نتیجه، ارقام ۴، ۶ و ۷ نسبت به فارسی متفاوت نمایش داده می‌شوند. در برخی از دستگاه‌ها این ردیف ممکن است با فارسی یکسان نمایش داده شود.